# Gianna Galli
Gianna Galli (Modena, 29 aprile 1935 – Monte Carlo, 22 dicembre 2010) è stata un soprano italiano.

## Biografia
Nata a Modena, cominciò a studiare canto in gioventù. Nel 1952, all'età di 17 anni, vinse il concorso internazionale di canto di Spoleto e nello stesso anno fece il suo debutto operistico al Teatro Comunale di Modena. La carriera progredì rapidamente in Italia e all'estero e fu in particolare legata ai personaggi pucciniani: Mimì ne La bohème, Minnie ne La fanciulla del West, Manon, Tosca. Nel 1958 debuttò negli Stati Uniti alla New York City Opera come Mimì.
Nel 1961 impersonò Caterina nella prima mondiale di Uno sguardo dal ponte di Renzo Rossellini al Teatro dell'Opera di Roma, dove tornò nell'aprile 1962 per interpretare il ruolo di Thamar nella prima de La stirpe di Davide di Franco Mannino. Il giugno seguente cantò il ruolo del Falso Angelo nella prima mondiale dell'oratorio Atlàntida di Manuel de Falla al Teatro alla Scala di Milano. Altri ruoli interpretati in prime mondiali furono Nicole in Il diavolo in giardino di Mannino (1963, Teatro Massimo di Palermo) e Slam in Atomtod di Giacomo Manzoni (1965, La Scala).
Apparve più volte alla televisione italiana: nel 1956, 1960 e 1970. Nel 1956 interpretò il ruolo di Lisa nel film per la televisione di Mario Lanfranchi La sonnambula. Nel 1957 incise il ruolo di Vivetta ne L'Arlesiana per la Cetra, accanto a Ferruccio Tagliavini, Pia Tassinari e Paolo Silveri.
In Italia la Galli si esibì frequentemente anche in operette. Nel 1961 apparve nell'adattamento cinematografico de Il paese dei campanelli di Carlo Lombardo e Virgilio Ranzato, diretto da Vito Molinari.
Fu costretta al ritiro nel 1975 all'età di 40 anni dopo aver sofferto di problemi vocali che a quel tempo non erano risolvibili con un intervento chirurgico alle corde vocali. Tuttavia, il suo legame con il mondo dell'opera proseguì con una seconda carriera di successo come agente di cantanti in Italia.: tra gli altri, Giuseppe Filianoti e Salvatore Licitra.
Visse gli ultimi anni della vita a Monte Carlo, dove morì all'età di 75 anni.

## Repertorio
- Vincenzo Bellini
  - La sonnambula (Lisa)
- Francesco Cilea
  - L'Arlesiana (Vivetta)
  - Adriana Lecouvreur (Adriana Lecouvreur)
- Manuel de Falla
  - Atlantida (Maia)
- Umberto Giordano
  - Il re (Rosalina)
- Carlo Lombardo e Virgilio Ranzato
  - Il paese dei campanelli (Bonbon)
- Giacomo Puccini
  - Manon Lescaut (Manon Lescaut)
  - La bohème (Mimì; Musetta)
  - Tosca (Floria Tosca)
  - La fanciulla del West (Minnie)
- Luigi e Federico Ricci
  - Crispino e la comare (Annetta)
- Giuseppe Verdi
  - La traviata (Violetta Valéry)
  - Aida (Aida)
  - Otello (Desdemona)